# ¡Qué verde era mi valle!
¡Qué verde era mi valle! (How Green Was My Valley) es una película estadounidense de 1941 dirigida por John Ford.  
Es un drama costumbrista, basado en la novela homónima (1939) de Richard Llewellyn, que resultó el gran triunfador del año 1941 en los Óscar, al obtener cinco estatuillas.
La película cuenta la historia de los Morgan, una familia minera galesa trabajadora, desde el punto de vista del niño más joven, Huw, que vive con sus padres cariñosos y amables, y sus cinco hermanos, en los valles del sur de Gales durante el final de la Época victoriana. 
En 1990, la película fue seleccionada para su preservación en el Registro Nacional de Cine de los Estados Unidos de la Biblioteca del Congreso como "cultural, histórica o estéticamente significativa".

## Historia

### Resumen
La película narra las vivencias y los problemas de una familia de mineros galeses durante el siglo XIX. Empieza con la partida de un minero galés, Huw Morgan, que recuerda cómo habían sido sus días de infancia en aquel verde valle, creando un retrato desde la memoria de su familia y de su pueblo, que, al fin y al cabo, era su segunda familia.

### Argumento
En un pueblo minero de Gales viven los Morgan, una familia orgullosa de ser todos mineros y de respetar las tradiciones y la unidad familiar. Pero la bajada de los salarios por su trabajo en la mina enfrentará al padre Morgan con sus hijos, que ven en la unión sindical de todos los trabajadores la única manera de hacer frente a los patrones. El cabeza de familia, en cambio, no quiere oír hablar de socialismo ni sindicatos. La ganadora del Óscar a la mejor película del año 1941, venciendo a la mítica Ciudadano Kane (Citizen Kane), fue este melodrama que narra la vida de una familia minera de Gales, vista con los ojos de Huw Morgan, su miembro más joven.

## Reparto
- Walter Pidgeon como Mr. Gruffydd, pastor del valle
- Maureen O'Hara como Angharad Morgan
- Donald Crisp como Gwilym Morgan
- Roddy McDowall como Huw Morgan
- Sara Allgood como Mrs. Beth Morgan
- Anna Lee como Bronwyn, esposa de Ivor
- Patric Knowles como Ivor Morgan
- John Loder como Ianto Morgan
- Barry Fitzgerald como Cyfartha
- Rhys Williams como Dai Bando
- Morton Lowry como Mr. Jonas, maestro de la escuela
- Arthur Shields como Mr. Parry
- Frederick Worlock como Dr. Richards
- Richard Fraser como Davy Morgan
- Evan S. Evans como Gwilym Morgan Jr.
- James Monks como Owen Morgan
- Ethel Griffies como Mrs. Nicholas

## Producción
El guion fue escrito por Philip Dunne. Más tarde recuerda haber leído la novela original "con horror, cosas turbias, largos discursos sobre mineros de carbón galeses en huelga".
William Wyler , el director original, vio la prueba de pantalla de McDowall y lo eligió para el papel. Wyler fue reemplazado por John Ford. Fox quería rodar la película en Gales en Technicolor, pero los acontecimientos en Europa durante la Segunda Guerra Mundial hicieron que esto fuera imposible. En cambio, Ford hizo que el estudio construyera una réplica auténtica de 80 acres de una ciudad minera galesa en Brent's Crags  (posteriormente Crags Country Club) en las montañas de Santa Mónica, cerca de Malibú, California.

## Recepción
La película mantiene un índice de aprobación del 90% en Rotten Tomatoes basado en 42 revisiones, con un promedio ponderado de 8.04 / 10. El consenso del sitio dice: "Aunque tal vez se desvía en territorio excesivamente maudlin, este drama de clase trabajadora es salvado por el inconfundible estilo del director John Ford". Tim Dirks de Filmsite.org elogió la película como "una de las obras maestras del drama humano sentimental de John Ford".
Mientras que la opinión del comité de los Premios de la Academia de que era la Mejor Película de 1941 ha sido discutida por algunos críticos posteriores, ¡Qué verde era mi valle! sigue siendo bien recibida por derecho propio y, en 1990, se agregó a al National Film Registry. El actor y director ganador del Premio de la Academia Clint Eastwood lo nombró como una de sus películas favoritas.

## Galería
|                |
| Maureen O’Hara |

|                |
| Walter Pidgeon |

|                |
| Escena de boda |

|               |
| Foto de grupo |

|                        |
| Foto durante el rodaje |

|                        |
| Foto durante el rodaje |

|                        |
| Foto durante el rodaje |

|                        |
| Foto durante el rodaje |

|                        |
| Foto durante el rodaje |

|                        |
| Foto durante el rodaje |

## Galardones
- 1941: Premios Óscar:
  - Mejor película
  - Mejor director: John Ford
  - Mejor actor de reparto: Donald Crisp
  - Mejor fotografía en blanco y negro: Arthur Miller
  - Mejor decoración en blanco y negro: Richard Day, Nathan Juran y Thomas Little

- Otras candidaturas
  - Mejor actriz de reparto: Sara Allgood
  - Mejor guion adaptado: Philip Dunne
  - Mejor sonido: E. H. Hansen
  - Banda sonora en película dramática: Alfred Newman
  - Mejor montaje: James B. Clark